# 越南入侵柬埔寨
越南入侵柬埔寨是指越南阮朝在嘉隆帝統治後期和明命帝統治前期對柬埔寨的一系列入侵，使柬埔寨成為越南的附庸國。

## 背景
從16世紀後期開始，柬埔寨一直受到暹羅和越南的侵略和政治干預。在1623年與廣南阮主阮福源的女兒阮氏玉萬結婚後，柬埔寨國王吉·哲塔二世允許越南人定居在波雷諾哥地區，該城市後來被稱為西貢。1717年，暹羅軍隊進攻柬埔寨。1737年柬埔寨的一場宮廷政變推翻了執政的薩塔二世，促使越南進行干預，然而他們在1750年被吉·哲塔七世擊敗，1749年柬埔寨割讓了湄公河三角洲給越南人。在柬埔寨新的親暹羅國王安東的領導下，包括基督徒在內的越南裔在暹羅和柬埔寨被圍捕和奴役或處決。
西山叛亂於1770年代在越南中部爆發，最終推翻了阮氏家族對該國的統治。阮福映政府逃到湄公河三角洲尋求避難，在那裡他們得到了柬埔寨君主安英的支持。1785年初，暹羅-柬埔寨-阮艦隊向西貢進發，但在瀝涔吹蔑之戰中被阮惠擊潰。西山朝的政策包括獲得高棉人支持的宗教和種族寬容，一些高棉人擔任西山朝官員。越南內戰期間，柬埔寨作為暹羅的附庸派出至少20,000人，並與阮福映的軍隊一起對抗西山。當阮福映統一越南後時，柬埔寨的安贊二世成為越南的朝貢君主，1806年，昂贊接受了嘉隆的授職典禮，儘管柬埔寨仍然擁有類似的與暹羅的朝貢關係。

## 入侵
1811年，以安斯農王子和安恩王子為首的親暹派發動了叛亂。越南派出13,000人的軍隊入侵柬埔寨，佔領了烏棟。1812年，柬埔寨首都遷至金邊。在與暹羅和親暹羅的柬埔寨軍隊作戰兩年後，越南軍隊於1813年佔領了柬埔寨的大部分地區。安贊重新掌權，但該國現在被置於越南總督管轄之下。柬埔寨成為越南的附庸國。同時，在暹羅佔領的柬埔寨西部包括馬德望，安斯農王子和安恩王子宣佈為柬埔寨的共同攝政王，直到1813年他們兵敗流亡曼谷。許多來自越南中部的佔族人遷移到柬埔寨，其中大多數是穆斯林。他們於1813年在金邊建立了 Noor Al-Ihsan 清真寺，以表明他們對柬埔寨王室的忠誠 。
越南新皇帝明命帝是一位保守的儒家統治者。1824年，他與法國斷絕關係，1826年與暹羅統治者拉瑪三世爭奪老撾，並於1827年吞併了該國的許多地區。他對柬埔寨以及越南南部和中部高地的少數民族採取了不同的態度. 那時，明命帝想用忠於他的官員取代柬埔寨和西貢的總督黎文悅，以鞏固他的中央集權。1832年，明命帝取消了嘉定城，引發了一場叛亂。暹羅的拉瑪三世聽到這個消息，認為他可以在西貢親暹羅華商的幫助下打敗越南，於1833年初第一次爆發時，派遣博丁德差率領大軍進攻柬埔寨的越南陣地。越南人很快就放棄了金邊，與昂贊國王和柬埔寨宮廷一起撤離到西貢。暹羅人輕鬆進入金邊，但他們很快被越南擊敗，1834年初，越南擊敗了柬埔寨和暹羅的聯軍，迫使暹羅軍隊撤出了柬埔寨。

## 結果
暹羅撤軍後，柬埔寨完全被越南所控制，也為未來明命帝在柬埔寨改土歸流，設置鎮西城打下了基礎。